# Channarayanahalli, Chintamani
Channarayanahalli là một làng thuộc tehsil Chintamani, huyện Kolar, bang Karnataka, Ấn Độ.